# Tworyczów (gmina)
Tworyczów (od 1874 Sułów) – dawna gmina wiejska istniejąca w XIX wieku w guberni lubelskiej. Siedzibą władz gminy był Tworyczów.
Za Królestwa Polskiego gmina Tworyczów należała do powiatu zamojskiego w guberni lubelskiej.
Gmina została zniesiona w 1874 roku przez przemianowanie na gmina Sułów.